# Tōhōkai

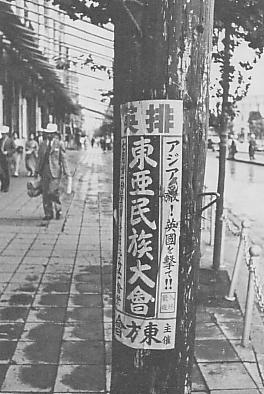
Affiche anti-britannique du Tōhōkai.

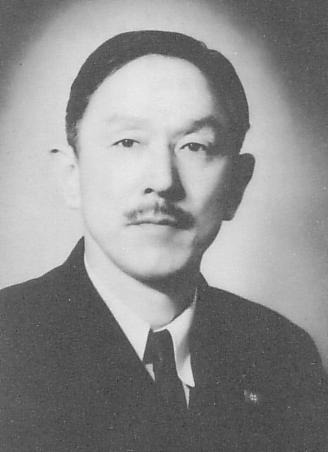
Seigō Nakano.

Le Tōhōkai (東方会, « Société de l'Est ») est un parti politique fasciste japonais actif durant les années 1930 et le début des années 1940. Ses origines remontent à l'organisation politique d'extrême-droite du Kokumin Domei fondé par Adachi Kenzō en 1933 et qui prônait un socialisme d'État. En 1936, Seigō Nakano est en désaccord avec Adachi en matière de politique et fonde un groupe séparé, le Tōhōkai.

## Idéologie et développement
Inspiré par les écrits du philosophe ultranationaliste Ikki Kita, Nakano prône une réforme nationale par la voie parlementaire plutôt que par un coup d'état militaire. Il se tourne vers le mouvement national-socialisme d'Adolf Hitler et le mouvement fasciste de Benito Mussolini qu'il considère comme des exemples de mouvements politiques d'extrême-droite prônant que le corporatisme pourrait surpasser avec succès sur une démocratie parlementaire. Le Tōhōkai réutilise de nombreuses astuces émulées par les mouvements européens, comme le port de chemises noires avec des brassards (arborant le caractère japonais pour « Est »), et organise des rassemblements de masse.
Le programme du Tōhōkai n'est cependant pas juste une simple copie des modèles occidentaux, car le groupe qui voue un culte à Saigō Takamori et à la rébellion de Satsuma, est fortement monarchiste par nature. Le Tōhōkai préconise également une politique économique qu'il appelle « nationalisme social » et qui est en fait plus influencée par les idées de la société fabienne britannique que du fascisme. Le groupe est également fortement impérialiste, et Nakano suggère que le Japon devrait « se frayer un chemin par Singapour jusqu'au golfe Persique afin d'être en contact direct avec l'Allemagne nazie ». Le Tōhōkai obtient un soutien public non négligeable et tient à son apogée 11 sièges à la Diète du Japon en 1937.
En 1939, le parti négocie une fusion avec le Shakai Taishūtō, un parti d'extrême-gauche modéré attiré par les éléments socialistes de la politique du Tōhōkai. Les discussions sont cependant rompues au dernier moment parce que Nakano insiste pour prendre la tête de la nouvelle formation et que beaucoup de membres du Shakai Taishuto considèrent que le Tōhōkai est un parti fasciste. Il est plus tard suggéré que le Tōhōkai est comparable à l'aile gauche du parti nazi d'Ernst Röhm et d'autres victimes de la nuit des Longs Couteaux.

## Émergence et déclin
En octobre 1940, le Tōhōkai fusionne avec l'association de soutien à l'autorité impériale dans le cadre des efforts de Fumimaro Konoe pour créer un État à parti unique. Il rompt en 1941 puisque Konoe n'est pas parvenu à établir l'État à parti totalitaire de style européen qu'il désirait, bien que sa propagande antiaméricaine et antibritannique montre que le gouvernement restreignait moins les activités du Tōhōkai que celles des autres pays. Ainsi, le Tōhōkai est autorisé à proposer 46 candidats aux élections législatives japonaises de 1942. Sept membres du parti sont réélus et Nakano continue son rôle de critique du gouvernement, blâmant Konoe et Hideki Tōjō de ne pas suivre plus fidèlement les façons d'Adolf Hitler.
En octobre 1943, Nakano est arrêté avec 39 autres membres du parti sur des charges de complots pour renverser le gouvernement Tōjō, et se suicide dans des circonstances mystérieuses après sa libération de prison. Comme beaucoup de mouvements tournant autour d'un chef charismatique, le Tōhōkai se désagrège après la mort de Nakano puis est officiellement dissout le 23 mars 1944. Il est interdit en 1945 par les forces d'occupation américaines.

## Postérité
Après l'occupation du Japon, le Tōhōkai est ressuscité par d'anciens membres, et est aujourd'hui un petit groupe ultranationaliste basé à Kurume dans la préfecture de Fukuoka. Le parti national-socialiste du bien-être et des travailleurs japonais prétend également être un successeur du Tōhōkai et réutilise parfois ses symboles.